# 三甲基硅基乙烷
三甲基硅基乙烷是一种有机硅化合物，化学式为C5H14Si。它可由三甲基硅基乙烯的催化氢化制得，其副产物有1,2-二(三甲基硅基)乙烷等。它可用于改性二氧化硅，使之具有疏水性。